# Culladia
Culladia là một chi bướm đêm thuộc họ Crambidae.

## Species
- Culladia achroellum (Mabille, 1900)
- Culladia admigratella (Walker, 1863)
- Culladia assamella Błeszyński, 1970
- Culladia cuneiferellus (Walker, 1863)
- Culladia dentilinealis Hampson, 1919
- Culladia elgonella Błeszyński, 1970
- Culladia evae Błeszyński, 1970
- Culladia hanna Błeszyński, 1970
- Culladia hastiferalis (Walker, 1866)
- Culladia inconspicuellus (Snellen, 1872)
- Culladia miria Błeszyński, 1970
- Culladia paralyticus (Meyrick, 1932)
- Culladia serranella Błeszyński, 1970
- Culladia strophaea (Meyrick, 1905)
- Culladia suffusella Hampson, 1896
- Culladia tonkinella Błeszyński, 1970
- Culladia troglodytellus (Snellen, 1872)
- Culladia yomii Schouten, 1993
- Culladia zhengi Li & Li, 2011